# Ferdinand Kilian
Ferdinand Kilian jr. (* 3. März 1937; † 3. September 1985) war ein deutscher Friseur und Tanzveranstalter. Durch eine vorgetäuschte Auftrittsankündigung der Beatles in Marburg und einen später erschienenen Dokumentarfilm wurde er bekannt als der Mann, der „beinahe die Beatles nach Marburg gebracht hat.“

## Familiärer Hintergrund
Kilian jr. wurde als Sohn des Marburger Friseurobermeisters Ferdinand Kilian sen. geboren. Sein wohlhabendes und angesehenes Elternhaus war stark durch den konservativen Vater geprägt. Während ihn seine Mutter verwöhnte, blieb das Verhältnis zu seinem dominanten und strengen Vater distanziert. Nach dem Besuch der Friedrich-Ebert-Realschule trat er – entgegen seinen eigenen Berufswünschen – als Geselle in den väterlichen Friseursalon an der Neuen Kasseler Straße ein.
Der große und kräftig gebaute Kilian war stadtbekannt. Rückblickend wird er als lebenslustig und gerne im Mittelpunkt des Interesses anderer stehend beschrieben. Stets elegant gekleidet, mit einer schwarzen Hornbrille auf der Nase zur Korrektur seiner Kurzsichtigkeit, fuhr er in seiner Freizeit mit seinem Ford 20 M durch die Stadt. Den Arm hielt er immer lässig aus dem Fenster gelehnt. Dem konservativen Elternhaus entfloh er mit gelegentlichen verschwenderischen Ausflügen in das Nachtleben des 90 Kilometer entfernt liegenden Frankfurt am Main. Seine wahre Liebe galt der Zauberei, der Beatmusik und der glamourösen Welt der Stars. Mit einem eigenen Zauberkoffer trat er auf kleineren Bühnen der Stadt und im Umland auf. Im Club E, dem angesagtesten Beatclub Marburgs, verkehrte er regelmäßig und stand hin und wieder Bongos trommelnd selbst auf der Bühne. Mit dem sonntäglichen Sinalco-Ball im Hotel Berggarten in der damals noch selbständigen Gemeinde Marbach organisierte er eine eigene kleine Tanzveranstaltung. Zudem engagierte er sich sozial in einer freiwilligen, dem Roten Kreuz beigeordneten Unfallhilfsorganisation.
Immer wieder aufkommenden Gerüchten um seine Homosexualität trat er 1965 mit einer Heirat entgegen. Seine Ehefrau Inge musste auf Druck von Kilians Vater ihre fast abgeschlossene kaufmännische Ausbildung abbrechen und auf Friseurin umlernen. Im Umfeld der Familie hielt sich aber der Verdacht, die Ehe sei lediglich von Kilians Mutter zur Wahrung des Ansehens arrangiert worden.

## Ankündigung eines Beatles-Auftritts
Anfang September 1966, zwei Monate nachdem die Beatles mit Konzerten in München, Essen und Hamburg auch in Deutschland die Euphorie um die Band auf den Höhepunkt getrieben hatten, betrat ein Auswärtiger den in Bahnhofsnähe gelegenen Salon Kilian, um sich dort die Haare schneiden zu lassen. Kilian war von dem unkonventionell auftretenden Mann sofort angetan. Während der Bedienung entwickelte sich zwischen beiden ein reges Gespräch. Der Auswärtige stellte sich mit dem Namen Öttringer vor. Er stamme aus Göttingen und habe auf der Durchreise in Marburg Halt gemacht. Beide erkannten ihre gemeinsamen Interessen für Mode und Musik. Öttringer sei zudem in Göttingen Vorsitzender der Vereinigung ehemaliger Mittelschüler, in der Kilian seit mehreren Jahren in Marburg aktiv war. Schließlich erzählte der Fremde, er sei gut mit dem Beatle John Lennon befreundet, den er vor einigen Wochen in Celle am Rande von Dreharbeiten kennengelernt habe. Als Beweis zeigte er Kilian eine handsignierte Autogrammkarte der Beatles. Lennon habe ihm zugesagt, dass die Band trotz der Ankündigung, vorerst nicht mehr auf Tournee zu gehen, noch einmal für ein Konzert nach Göttingen kommen werde. Wenn Kilian wolle und die Organisation in die Hand nähme, wäre es kein Problem, die Band auch für ein zweites Konzert nach Marburg zu bringen. Der begeisterte Kilian stimmte zu.
Obwohl er zunächst nur einige Freunde in die Geschichte einweihte, verbreitete sie sich wie ein Lauffeuer in der Stadt. Schließlich kündigte Kilian am 6. September 1966 am Rande einer Veranstaltung in den Stadtsälen öffentlich an, er werde die Beatles nach Marburg bringen. Tags darauf erfuhr auch der Rest der Stadt durch einen Bericht in der Oberhessischen Presse von dem geplanten Konzert im Frühjahr 1967.
In den folgenden Wochen widmete sich Kilian nahezu vollständig der akribischen Organisation des Konzerts. Er hängte im Stadtgebiet selbstgedruckte Plakate auf. Mit der Marburger Stadtverwaltung schloss er für den 17. März 1967 einen Mietvertrag für die stark renovierungsbedürftigen, 700 Plätze fassenden Stadtsäle, in dem renommierten Ortenberg-Hotel reservierte er Zimmerkontingente für die Übernachtung der Band. Das Radio- und Fernsehgeschäft Radio Strecker in der Elisabethstraße gewann er für den Vorverkauf des größten Teils der selbstentworfenen Karten zum Preis von 70 Deutsche Mark. Einige Freunde Kilians übernahmen den Kartenverkauf in den umliegenden Gemeinden. In Marburg grassierte das Beatles-Fieber. Ein weiterer Artikel in der Oberhessischen Presse vom 7. Oktober 1966, in dem wegen Terminschwierigkeiten der Band die Verschiebung der beiden Konzerte um eine Woche auf den 24. März 1967 angekündigt wurde, ließ auch die letzten Skeptiker verstummen. Als Vorgruppe wurden Herman’s Hermits bekannt gegeben. Im Hinblick auf den Ruf der Beatles-Fans, Veranstaltungsorte zu verwüsten, äußerte der damalige Oberbürgermeister der Stadt Marburg, Georg Gaßmann, dass der Abriss des sanierungsbedürftigen Gebäudes ohnehin beschlossen sei. Kilian avancierte in dieser Zeit zum Helden der Stadt. In den Marburger Kneipen ließen ihn die Fans hochleben und gaben ihm in den geselligen Runden die Getränke aus. Kilian stand dort, wo er sich am wohlsten fühlte: im Mittelpunkt.

### Aufklärung und Folgen
Am 18. Oktober 1966 wurde die Auftrittsankündigung als Täuschung aufgedeckt. Der Marburger Konzertveranstalter Claus Schreiner und der Zeitungsredakteur Jürgen Böckling hatten versucht, der Geschichte auf den Grund zu gehen, da ihnen der Auftritt zweier Bands dieses Ranges in einer Stadt wie Marburg unplausibel erschien. Sie waren nach Göttingen gereist, um dort selbst mit Öttringer Kontakt aufzunehmen. Dieser war jedoch nicht auffindbar. Um den Sachverhalt aufzuklären, wandten die beiden sich schließlich direkt telefonisch an das Management der Beatles in London. Dieses teilte fernschriftlich mit, dass von Seiten der Band kein Konzert in Marburg vorgesehen sei, und es gäbe auch keine Verhandlungen darüber. Tags darauf wurde das Schreiben in der Oberhessischen Presse abgedruckt.
Mutmaßlich war Kilian einem Betrüger aufgesessen, wobei nie geklärt werden konnte, ob der angebliche Öttringer Geld von ihm gefordert oder erhalten hatte oder überhaupt existierte. Ein Freund Kilians behauptete später, er habe mit Kilian den geplanten Beatles-Auftritt erdacht und der Presse zugespielt. Den mysteriösen Kunden im Friseursalon habe es nie gegeben.
Die Marburger sahen in Kilian den Hauptverantwortlichen des Skandals. Er geriet gesellschaftlich ins Abseits, wurde beschimpft und mehrmals von enttäuschten Fans verprügelt. Sein Vater regelte alle finanziellen Ansprüche im Zusammenhang mit den Rückforderungen aus dem Kartenverkauf. Es kam aber zu einem Zerwürfnis mit seinem Sohn. Kurz danach verließ Kilian zusammen mit seiner Frau Inge die Stadt und ließ sich in Dreihausen nieder, wo sie einen eigenen Friseursalon eröffneten. Während er selbst weiterhin viel mit seinem Wagen unterwegs war, unterhielten seine Gattin und ein Angestellter das Geschäft. Als Inge einen Sohn gebar, kamen im Umfeld Zweifel an der Vaterschaft Kilians auf. Schließlich zerbrach die Ehe. In den folgenden Jahren setzten ein Herzfehler und seine Zuckerkrankheit Kilian schwer zu. Seine Sehkraft ließ merklich nach, bis er schließlich vollständig erblindete. Am 3. September 1985 starb Ferdinand Kilian jr. im Alter von 48 Jahren, nachdem seine Eltern und seine Ex-Frau zuvor bereits verstorben waren. Kilians Grab befand sich auf dem Marburger Hauptfriedhof. Das von der Friedhofsverwaltung herunterladbare Faltblatt „Bedeutende Persönlichkeiten der Universitätsstadt Marburg auf dem Hauptfriedhof“ listet das Grab noch auf; im Juli 2021 war es jedoch bereits eingeebnet.

## Verfilmung
Knapp 20 Jahre nach dessen Tod nahm sich der in Marburg geborene Filmemacher Michael Wulfes der Geschichte Kilians an. Im Auftrag des Hessischen Rundfunks entstand der Dokumentarfilm Der Tag, als die Beatles (beinahe) nach Marburg kamen. Die Rolle des Ferdinand Kilian in einigen Spielszenen übernahm Robert Kratz.